# Малёнкин, Геннадий Викторович
Геннадий Викторович Малёнкин (19 января 1951 — 8 января 2025, Владимир) — советский самбист, чемпион СССР, Европы и мира, обладатель Кубка СССР, победитель Спартакиады народов СССР, Заслуженный мастер спорта СССР.
Увлёкся борьбой в 17 лет. В 1972 году снялся в одном из эпизодов фильма «А зори здесь тихие». Работал инструктором-методистом в спортивной школе олимпийского резерва имени Чичваркина.
Умер 8 января 2025 года в возрасте 73 лет. Похоронен в поселке Боголюбово Суздальского района Владимирской области. 

## Спортивные результаты
- Чемпионат СССР по самбо 1971 — ;
- Чемпионат СССР по самбо 1973 — ;
- Чемпионат СССР по самбо 1974 — ;
- Кубок СССР по самбо 1975 — ;
- Чемпионат СССР по самбо 1977 — ;
- Чемпионат СССР по самбо 1978 — ;
- Борьба самбо на летней Спартакиаде народов СССР 1979 — ;
- Абсолютный чемпионат СССР по самбо 1979 — ;
- Чемпионат СССР по самбо 1980 — ;
- Кубок СССР по самбо 1980 — ;
- Чемпионат СССР по самбо 1981 — ;
- Чемпионат СССР по самбо 1982 — ;
- Чемпионат СССР по самбо 1984 — ;
- Чемпионат СССР по самбо 1985 — .
- Кубок СССР по самбо 1985 — ;